# Aeonium palmense
Aeonium palmense, conocida como bejeque tabaquero, es una planta suculenta de la familia de las crasuláceas, endémica de las islas Canarias, en particular de la isla de la Palma.

## Características
Como las otras especies de su género, A. palmense tiene un característico hábito en roseta, formando un subarbusto denso y finamente glandular-pubescente. Echa tallos gruesos y cortos, revestidos de las bases oscurecidas de las viejas hojas, con pocas y cortas ramas de desarrollo horizontal. A. palmense es fuertemente balsámica.
Las hojas son carnosas, blandas, rosuladas, con las esquinas suberectas, espatuladas, de alrededor de 15 cm de longitud, y entre 7 y 8 de anchura. Atenuadas y lineares debajo, son obovadas a obovado-romboidales por encima, a menudo apiculares. Presentan densa y fina pubescencia en el verso, reverso y bordes, con pelos glandulares de desigual longitud, unos 0,25 mm como máximo. Su porción media presenta bordes marcadamente ondulados.
La floración se produce entre marzo y abril. El tallo de las flores mide entre 4 y 6 dm de altura. Es sólido, glandular-pubescente y frondoso, con hojas decrecientes, las superiores ampliamente obovadas, apiculadas, apretadas de unos 4 cm de largo, y de ancho. Las brácteas son ovadas y acutadas; las de por encima, muy pequeñas, lineares.
La inflorescencia mide entre 45 y 60 cm de largo, y entre 15 y 30 de ancho; es lanceolada en su contorno, ancha, con muchas ramas patentes, que se dividen cada una hacia la mitad en 3 o 4 cortas ramitas de floración dicotómica. Los pedícelos tienen unos 2 mm de largo. Las yemas son ovoides a globulares.
Las flores se presentan entre 8 y 10, de 1,75 a 2 cm de ancho; su cáliz es glandular-pubescente, y mide 7 a 8 mm de longitud; a mitad de camino se corta en segmentos que son ampliamente lanceolados. Los pétalos miden unos 8 mm, y son ampliamente lanceolados, caudados, glabros, de color amarillo limón.
Presentan estambres de 5 a 6 mm, con filamentos verdosos ligeramente cubiertos y anteras apuntadas y amarillas. Las escalas tienen 0,75 mm de longitud, y 0,75 mm de anchura, estrechándose según se llega hacia la amplia base, expandiéndose hacia el ápice en una amplia cabecera emarginada. Los ovarios son colgantes, glabros, verdosos, de 3 mm de longitud, con los estilos de 4 mm.

## Hábitat
La especie crece en exclusiva en la isla de la Palma, desde el nivel del mar hasta los 900 m s. n. m.

## Taxonomía
A. palmense está estrechamente emparentada con otras especies canarias de Aeonium: A. virgineum, de Gran Canaria, A. canariense, de Tenerife, y Aeonium subplanum, de la Gomera. Se asemeja mucho a A. virgineum, de la que la diferencia la densidad más fina de las hojas y la mayor viscosidad de las hojas. En flor, la escala talluda por debajo y de punta amplia simplifica la diferenciación.
Durante mucho tiempo se incluyó en la especie a los ejemplares de la Isla el Hierro, hoy considerados una especie aparte, A. longithrysum. Esta última es más balsamífera, cubierta de una gelatina basta y con mayor pilosidad.
Hibrida con A. valverdense. A. ciliatum, A. goochiae y A. hierrense.

## Sinonimia
- Aeonium canariense Webb & Berth (en parte)
- Sempervivum palmense Christ
- Sempervivum christii Praeger (no Wolf)
- Sempervivum canariense subsp. christii Burchard
- Sempervivum canariense subsp. longithrysum Buchard